# Kazimiera Szczuka
Kazimiera Szczuka (ur. 22 czerwca 1966 w Warszawie) – polska krytyczka literacka, historyczka literatury, nauczycielka akademicka, dziennikarka, prezenterka telewizyjna, działaczka feministyczna oraz polityczna.

## Życiorys

### Rodzina i wykształcenie
Jej ojciec Stanisław Szczuka (1928–2011) był adwokatem i działaczem opozycji w PRL. Matka Janina z domu Winawer, pochodząca ze zasymilowanej rodziny żydowskiej, pracowała jako lekarka. Kazimiera Szczuka jest wnuczką adwokata Władysława Winawera i praprawnuczką szachisty Szymona Winawera.
Jest absolwentką Uniwersytetu Warszawskiego, uczestniczyła w seminarium magisterskim prowadzonym przez Marię Janion. Za swoją pracę magisterską została wyróżniona w konkursie prac magisterskich im. Jana Józefa Lipskiego.

### Działalność zawodowa
Zawodowo związana z dziennikarstwem. Publikowała w takich gazetach i czasopismach jak „Gazeta Wyborcza”, „Res Publica Nowa”, „Teksty Drugie”, „Zadra” oraz „Pismo Ośrodka Informacji Środowisk Kobiecych”. Została wykładowczynią gender studies w Instytucie Badań Literackich PAN oraz na wydziale reżyserii Akademii Teatralnej w Warszawie.
Jako dziennikarka telewizyjna zadebiutowała 30 kwietnia 2001 w magazynie kulturalnym Dobre książki, który prowadziła z Witoldem Beresiem i Tomaszem Łubieńskim. Od stycznia do marca 2003 była jedną z prowadzących program Pegaz. Oba programy emitowane były na antenie Telewizji Polskiej. Z TVP została zwolniona po tym, jak w wywiadzie z Manuelą Gretkowską użyła kilku niecenzuralnych słów.
Szerszą popularność zdobyła w 2004, kiedy to w marcu zadebiutowała jako prowadząca teleturniej wiedzy ogólnej Najsłabsze ogniwo w TVN. Styl prowadzenia (zgodny z formatem licencyjnego teleturnieju) wzbudzał w Polsce pewne kontrowersje. W tym samym roku opublikowała książkę Milczenie owieczek, dotyczącą postulowanego prawa do aborcji, antykoncepcji i edukacji seksualnej. W 2004 wraz z Krzysztofem Kłosińskim została prowadzącą program poświęcony książkom i literaturze pt. Wydanie II poprawione, emitowany w TVN i TVN24.
Okazjonalnie występuje w różnego rodzaju programach telewizyjnych, m.in. w programie Kocham cię, Polsko!, odgrywała rolę ekspertki w teleturnieju Milionerzy, była gościem specjalnym i jurorką jednego odcinka programu Top Model w 2010. Była też m.in. członkinią komisji specjalnej programu telewizyjnego Opowiedz nam swoją historię wyemitowanego w TVP2 w 2010. Weszła w skład zespołu „Krytyki Politycznej” i Feminoteki.
Podjęła pracę jako nauczycielka języka polskiego w LXI Liceum Ogólnokształcącym im. Janiny Zawadowskiej w ramach Młodzieżowego Ośrodka Socjoterapii nr 1 „SOS” w Warszawie. W latach 2022–2023 należała do prowadzących program Popołudniowa rozmowa RMF FM na antenie RMF FM.

### Działalność polityczna
W 2000 była wśród twórczyń inicjatywy Porozumienie Kobiet 8 Marca, która zajęła się organizowaniem warszawskich Manif. Należała też do założycieli partii Zieloni 2004, z której kilka lat później wystąpiła.
W wyborach do Parlamentu Europejskiego w 2014 bezskutecznie ubiegała się o mandat europosłanki z pierwszego miejsca na liście komitetu Europa Plus Twój Ruch (jako bezpartyjna kandydatka z poparciem TR) w województwie kujawsko-pomorskim, uzyskując 10 515 głosów. W lutym 2015 wstąpiła do Twojego Ruchu. W październiku tego samego roku jako przedstawicielka TR otworzyła listę wyborczą Zjednoczonej Lewicy do Sejmu w okręgu krakowskim. Kilka tygodni po porażce wyborczej tej koalicji ogłosiła swoje odejście z TR.

## Krytyka
26 lutego 2006 była gościem w programie Kuba Wojewódzki, gdzie przedrzeźniała głos Magdaleny Buczek, niepełnosprawnej prezenterki Radia Maryja. Za emisję tego odcinka Krajowa Rada Radiofonii i Telewizji nałożyła na Polsat karę pieniężną w wysokości 500 tys. złotych, motywując to prześmiewczym odnoszeniem się do osób niepełnosprawnych oraz modlitw. Kazimiera Szczuka tłumaczyła, że nie wiedziała o niepełnosprawności Magdaleny Buczek oraz że ją przeprosiła.
We wrześniu 2006 na jednym z wieców przeciw Romanowi Giertychowi, dając się sprowokować reporterowi videobloga Pyta.pl, uderzyła go w twarz. Rok później czasopismo „Przekrój” odcinek tego programu z jej udziałem uznało za jeden z trzech najlepszych filmów, które warto obejrzeć w Internecie. Brak reakcji KRRiT krytykowało później Katolickie Stowarzyszenie Dziennikarzy.

## Programy telewizyjne
- 2001: Dobre książki
- 2003: Pegaz
- 2004: Najsłabsze ogniwo
- 2004: Wydanie II poprawione
- 2006: Dwururka

## Publikacje książkowe
- Kopciuszek, Frankenstein i inne, eFKa, Kraków 2001.
- Milczenie owieczek. Rzecz o aborcji, W.A.B., Warszawa 2004.
- Duża książka o aborcji (współautorka z Katarzyną Bratkowską), Czarna Owca, Warszawa 2011.
- Janion. Transe – traumy – transgresje. 1: Niedobre dziecię (współautorka z Marią Janion), Wydawnictwo Krytyki Politycznej, Warszawa 2012.
- Janion. Transe – traumy – transgresje. 2: Profesor Misia (współautorka z Marią Janion), Wydawnictwo Krytyki Politycznej, Warszawa 2012.